# Szent Miklós-fatemplom (Gyulafehérvár)
Az akmári fatemplom műemlék Romániában, Fehér megyében. Akmárról Gyulafehérvárra költöztették át. A romániai műemlékek jegyzékében az AB-II-m-B-00170 sorszámon szerepel.